# Parc national de Pang Sida
Le parc national de Pang Sida (thaï : อุทยานแห่งชาติปางสีดา, RTGS : Utthayan Haeng Chat Pang Sida, prononcé [ʔùt.tʰā.jāːn hɛ̀ŋ t͡ɕʰâːt pāːŋ sǐː. dāː]) est un parc national thaïlandais dans les monts de Sankamphaeng , couvrant 844 km2 carrés dans la province de Sa Kaeo.  Son altitude est comprise entre 70 m et 849 m. Il se trouve à 28 kilomètres au nord de la ville de Sa Kaeo, la capitale de la province.
Pang Sida (844 km2) fait partie, avec les parcs nationaux très proches de Khao Yai (2 166 km2), Thap Lan (en) (2 236 km2), Ta Phraya (594 km2) et le sanctuaire de faune de Dong Yai (313 km2), du  Complexe forestier de Dong Phayayen-Khao Yai  (6 152 km2) situé dans les montagnes de Dong Phaya Yen et les monts de Sankamphaeng : cette vaste zone naturelle protégée est reconnue comme patrimoine mondial de l'humanité par l'UNESCO depuis 2005 grâce à sa biodiversité,.
L'un des points forts du parc est ses petites et jolies cascades :  cascade de Pang Sida (น้ำตก ปางสีดา ; 10 m de haut), cascade de Pha Takien (น้ำตก ผาตะเคียน), cascade de Huai Nam Yen, cascade de Thap Sung (น้ำตกทับซุง), cascade de Thap Thewa (น้ำตกทับเทวา)...

## Climat
Il y a les trois saisons habituelles de la Thaïlande : 
- la saison chaude et sèche de février à avril ;
- la saison des pluies de mai à octobre où souffle le vent de la mousson du Sud-Ouest, un vent chaud et très humide après son passage au-dessus de la mer d'Andaman et le golfe de Thaïlande ;
- et la saison froide de novembre à janvier où le vent change et vient du Nord-Est, apportant de l'air frais de la Chine continentale.

La température est en général autour de 27 à 29 °C.

## Faune et flore
La faune et la flore que l'on trouve dans le parc de Pang Sida est la plupart du temps communes à l'ensemble des parcs nationaux du Complexe forestier de Dong Phayayen-Khao Yai. Cette faune et cette flore sont souvent observées et photographiées par les très nombreux touristes du parc national de Khao Yai.

### Faune
Selon les sources (parcs nationaux thaïlandais, Unesco...), on dénombre de 35 à 81 ou 85 espèces de mammifères, de 153 à 238 espèces d'oiseaux, de 19 à 34 espèces de reptiles, de 7 à 16 espèces d'amphibiens, 19 espèces de poissons et de 290 à environ 400 espèces de papillons et bien sûr d'innombrables arachnides, vers et divers insectes.

#### Plus de 80 espèces de mammifères
Selon l'Unesco, on compte de 81 à 85 espèces de mammifères dans le parc national de Pang Sida.

##### 5 espèces de primates
Les singes et autres primates, espèces très souvent en danger, au mieux vulnérables, présentes à Pang Sida sont :
- des macaques à face rouge, des macaques à longue queue (macaques crabiers) et des macaques à queue de cochon du nord ;
- des gibbons à bonnet (mais pas de gibbons à mains blanches qui sont uniquement présent à Khao Yai) ;
- ainsi que des loris lents du Bengale.

##### 23 espèces de carnivores
- les dholes (ou « chien sauvage d'Asie »), une espèce menacée classée en danger.
- autres carnivores rares en danger, vulnérables ou quasi menacés : les blaireaux à gorge blanche ; les loutres d'Asie et loutres cendrées ; les civettes viverra megaspila ; les chats chaus et les chats de Temminck ou chats dorés d'Asie ; les binturongs ou chats-ours ; les panthères nébuleuses ; les ours mangeurs de miel et insectivores ours noirs d'Asie et ours des cocotiers (ours malais)... mais aussi et surtout des tigres d'indochine[6] et des panthères (léopards) (les chats chaus, les tigres et les panthères ont disparu de Khao Yai ; les chats marbrés sont eux absents de Pang Sida mais présents à Khao Yai).

On observe aussi facilement des carnivores courants non menacés de disparition :
- chacals dorés et chats-léopards ; martres à gorge jaune ; blaireaux-furets de Birmanie; petites civettes de l'Inde, grandes civettes de l'Inde, civettes palmistes communes, civettes palmistes à trois bandes et civettes masquées ; mangoustes de Java et mangoustes mangeuses de crabes (herpestes urva)...

##### 7 espèces d'ongulés

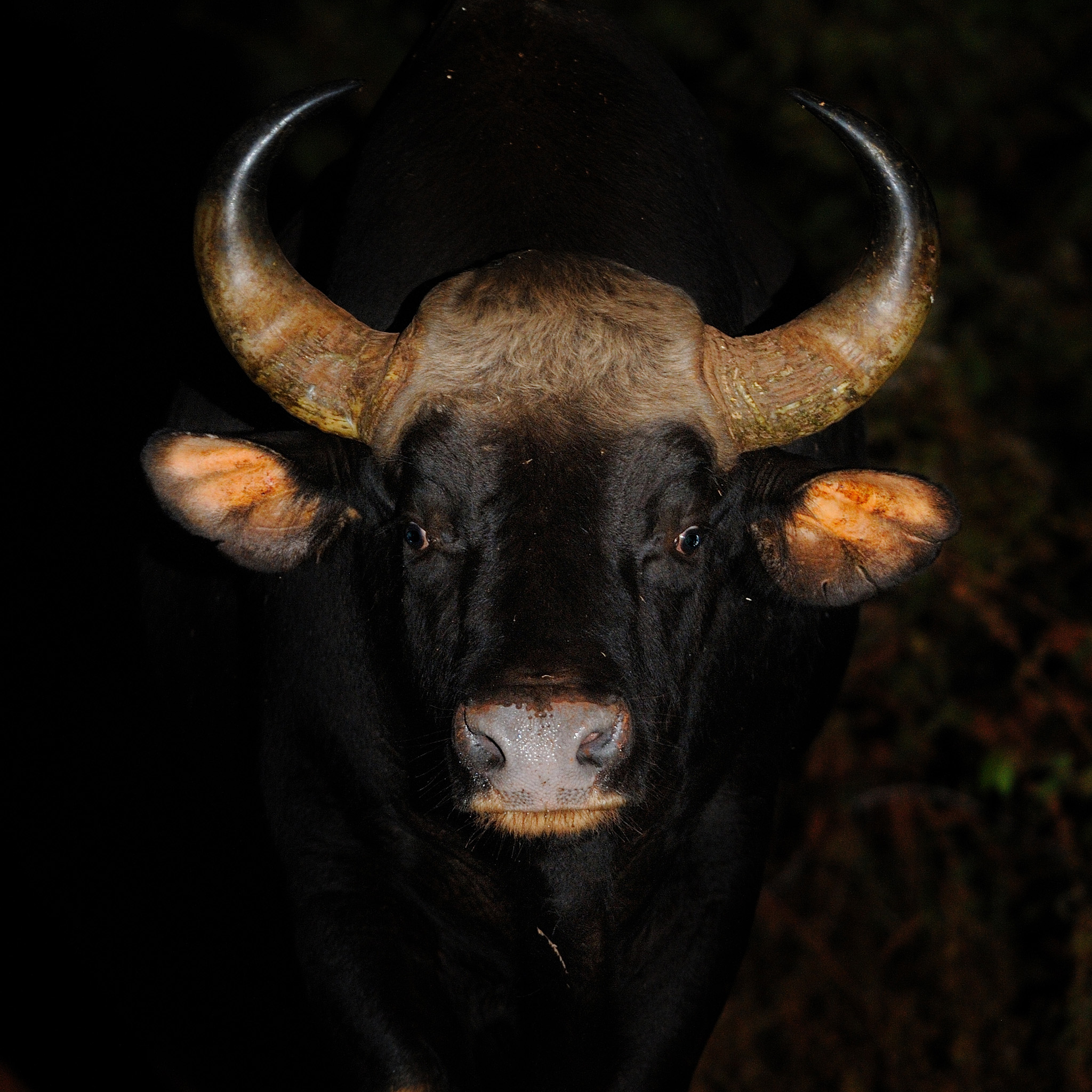
Gaur (appelé aussi Gayal)

- les sangliers (cochons sauvages) ;
- les petits cerfs aboyeurs (muntjacs indiens) et les grands cerfs sambars, une espèce classée vulnérables;
- les petits cerfs-souris kanchil (petits chevrotains malais) ;
- les bovidés sauvages gaurs (ou seladangs ou gayals) et bantengs , deux espèces classées comme menacées... (le rare banteng est présent à Pang Sida mais est absent à Khao Yai)
- rares sont les saros d'Indochine...

##### 1 espèce de proboscidiens
- éléphants d'Asie.

##### 18 espèces de rongeurs dont 6 d'écureuils
- écureuils géants orientaux, écureuils de Finlayson et écureuils callosciurus caniceps, écureuils des palmiers menetes berdmorei, écureuils volants  petaurista petaurista et aussi écureuils tamiops rodolphei ;
- porcs-épics de Malaisie et porc-épics athérure malais ;
- rats noirs, rats du pacifique rattus exulans et rattus sikkimensis, bandicota indica, maxomys surifer, niviventer fluvescens ainsi que, de plus, des rats des bambous  rhizomys pruinosus, rhizomys sumatrensis, des petits rats des bambous et des souris chiropodomys gliroides (4 espèces non présentes à Khao Yai) etc.

##### 5 espèces diverses d'autres mammifères
- pangolins javanais ; petits gymnures hylomys suillus ; toupayes de Belanger et toupayes du Nord dendrogale murina ; lièvres du Siam (Lepus peguensis ou lièvre de Birmanie).

##### 21 espèces de chiroptères
On peut voir des chauves-souris par millions. D'après l'Unesco : 
- Les espèces actuellement présentes à Pang Sida ainsi qu'à Khao Yai sont : cynopterus sphinx, petits éonyctères,, 2 espèces de rhinolophes ou chauves-souris fer à cheval (rhinolophus malayanus, rhinolophus affinis), 4 espèces d'hipposideros (hipposideros bicolor, hipposideros diadema, hipposideros armiger et hipposideros larvatus), grand macroglosse, rousette de Lechenault ( rousettus leschenaulti) et petits faux vampires.

- Les espèces présentes à Pang Sida mais pas à Khao Yai sont : cynopterus brachyotis, megaerops ecaudatus, 3 espèces supplémentaires de rhinolophes ou chauves-souris fer à cheval (rhinolophus acuminatus, rhinolophus luctus et rhinolophus pusillus), une espèce supplémentaire d'hipposideros (hipposideros galeritus), harpiocephalus harpia, kerivoula hardwichei, murina cyclotis et tylonycteris pachypus.

#### De 153 à 238 espèces d'oiseaux
De plus, on peut observer autour  de 238 espèces d'oiseaux :
- espèces de calaos : calao bicorne, calao brun et calao pie ;
- espèces de rapaces diurnes : aigle noir, baza de Jerdon, busautour pâle et milan sacré... ;
- espèces de rapaces nocturnes : grand-duc du Népal... ;
- espèces d'oiseaux gallinacés : faisan prélat... ;
- espèces de pigeons et apparentés : carpophage pauline et colombar pompadour... ;
- espèces de coucous : calobate d'Annam et grand coucal... ;
- espèces des pics : pic meunier... ;
- espèces des hérons et apparentés : bihoreau malais... ;
- espèces des râles et apparentés : râle à poitrine blanche... ;
- espèces de perruches : perruche à tête rose... ;
- et de très nombreux oiseaux passereaux : mainate couronné et mainate religieux ; minivet à croupion blanc ; tisserin baya etc.

#### De 19 à 34 espèces de reptiles
Dans le cadre d'un programme de réintroduction, 20 crocodiles du Siam ont été relâchés dans le parc en 2005 et 2006. 

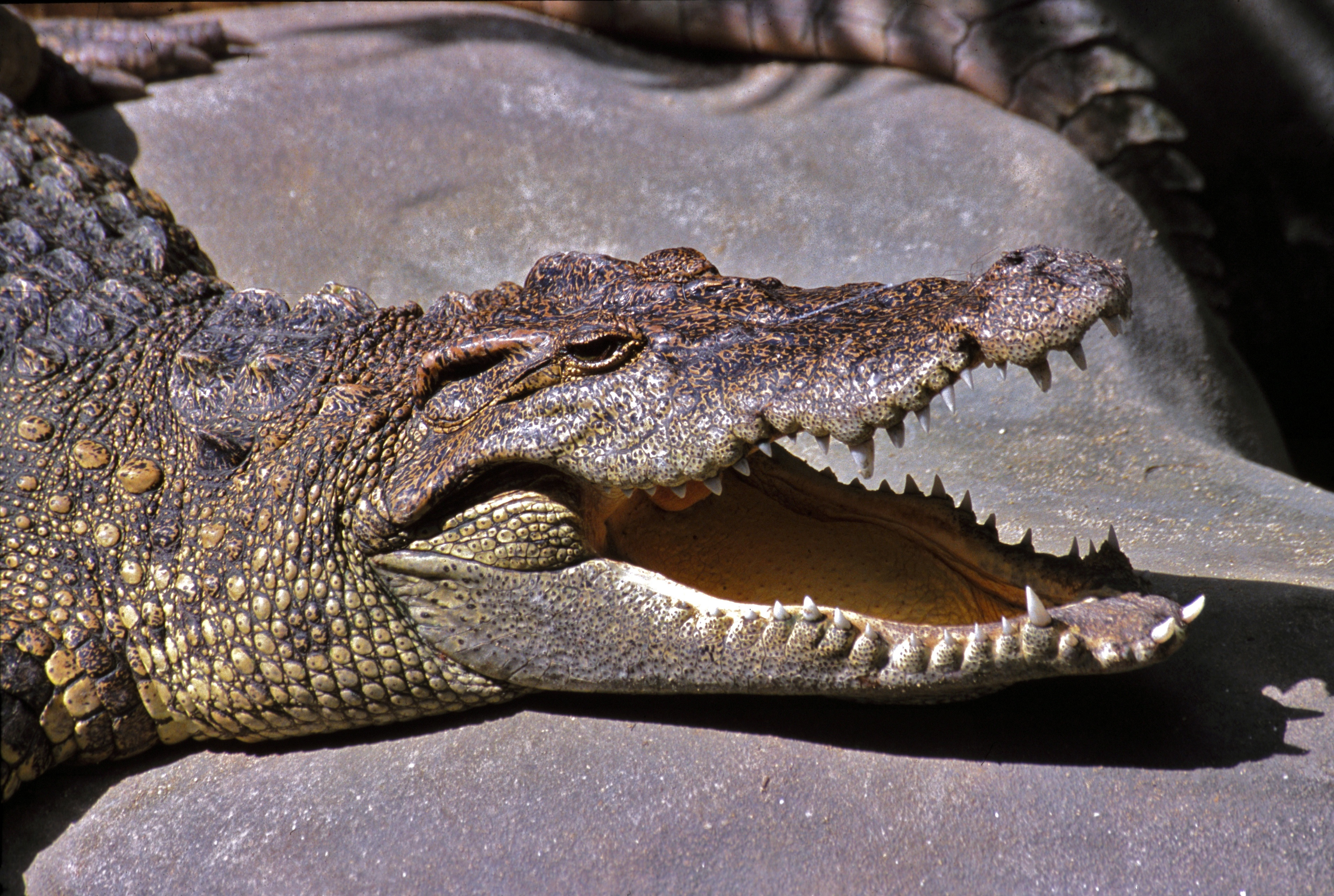
Crocodile du Siam élevé dans le zoo de Dusit en 2003, Bangkok

Les crocodiles du Siam sont des espèces en danger critique d'extinction (CR) selon la liste rouge de l'UICN et la population mondiale est estimée à quelques milliers. 

#### De 290 à près de 400 espèces de papillons
Le parc et la province de Sa Kaeo organisent conjointement un festival annuel d'observation des papillons d'une durée de trois mois, de mai à juillet, qui est la meilleure période pour l'observation des papillons. Environ 400 espèces de papillons ont été recensées dans le parc, ce qui est probablement le meilleur chiffre de tous les parcs du pays. Les papillons peuvent être observés à quelques endroits où ils se rassemblent par centaines ou milliers sur les terrains humides près des flaques d'eau riches en minéraux ou près des cours d'eau pendant l'hiver et les saisons chaudes.

#### Et de très nombreuses espèces d'arachnides, vers et divers insectes

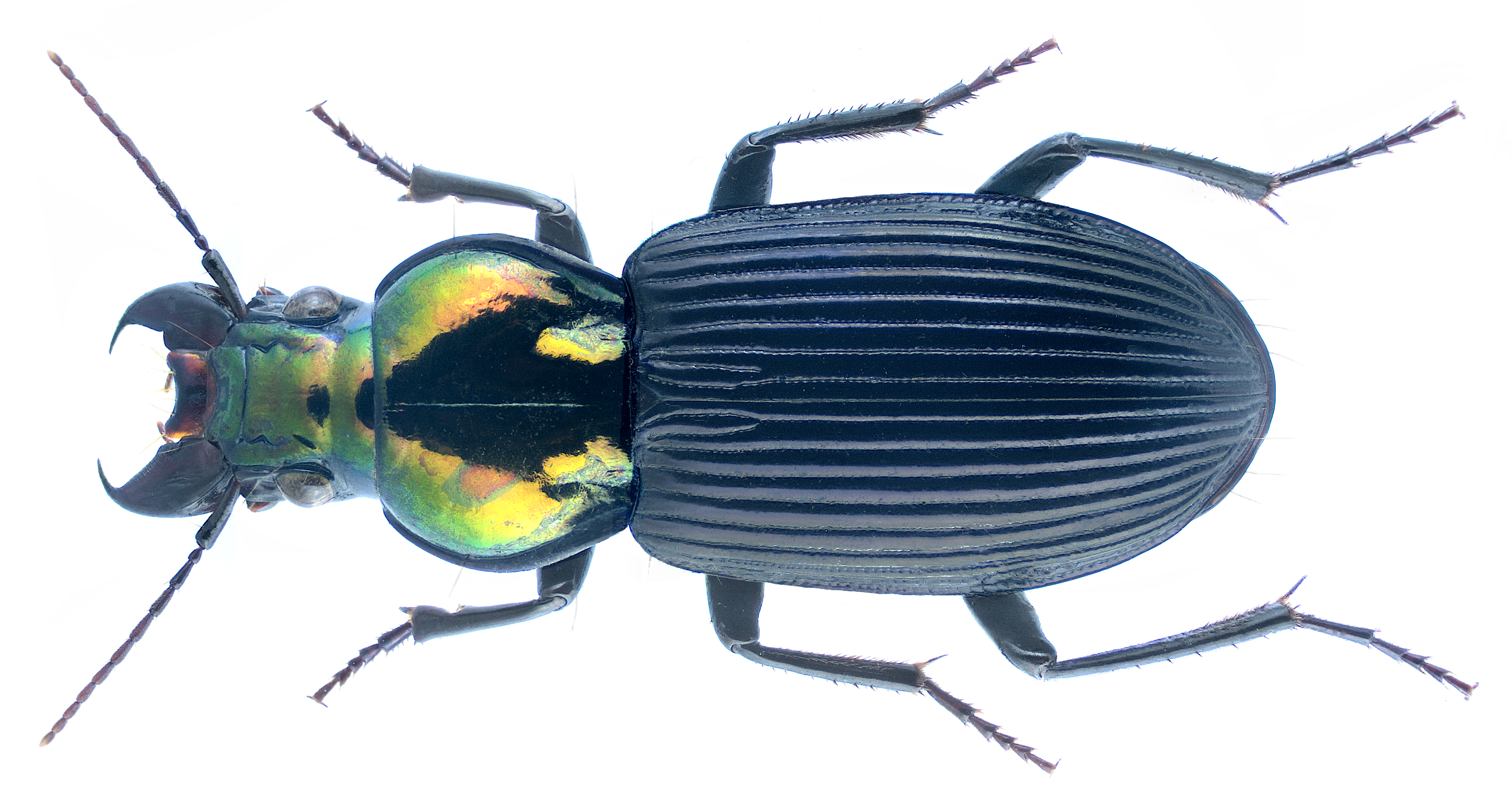

### Flore
Le parc national de Pang Sida abrite de très nombreuses variétés d'arbres et plantes.

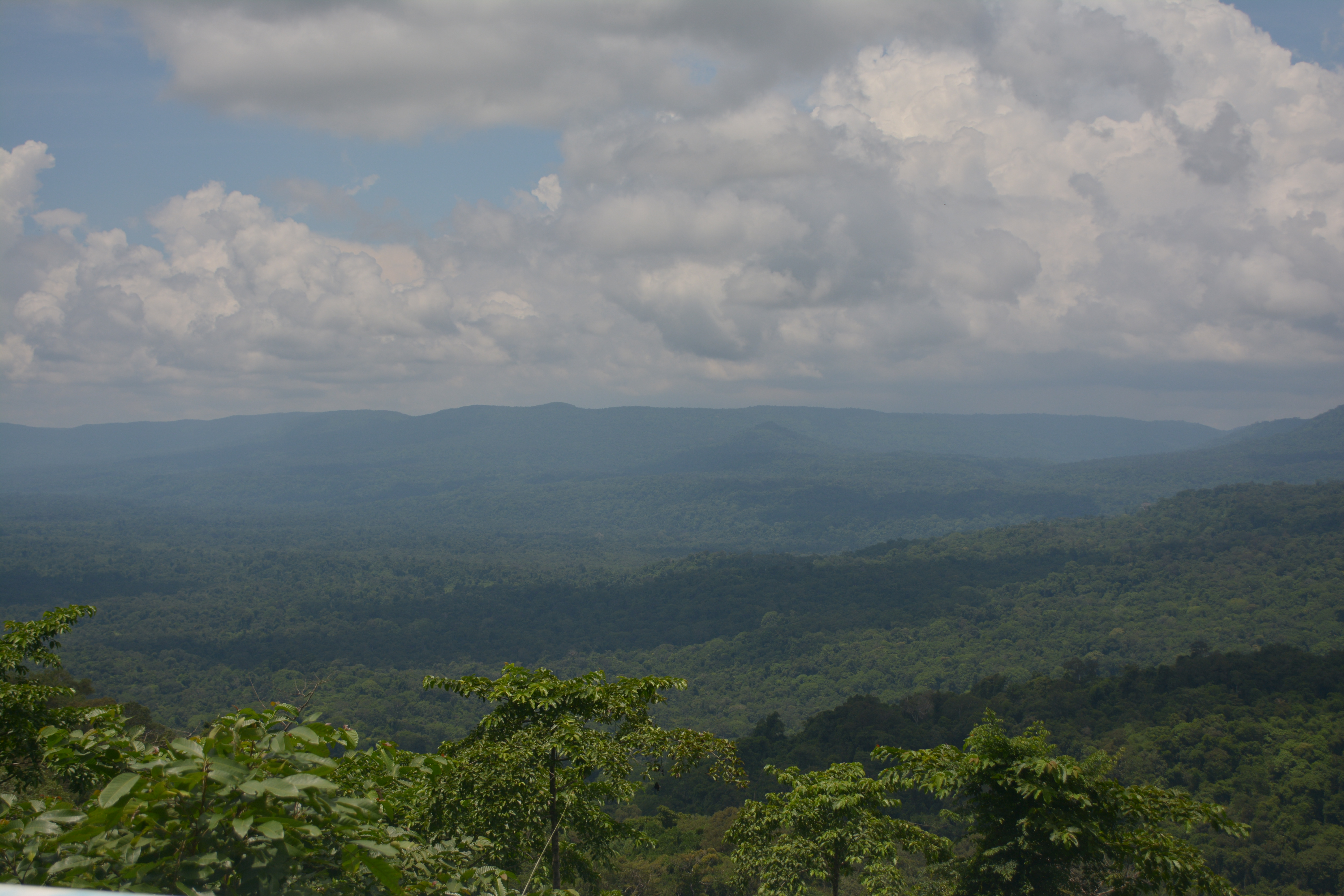

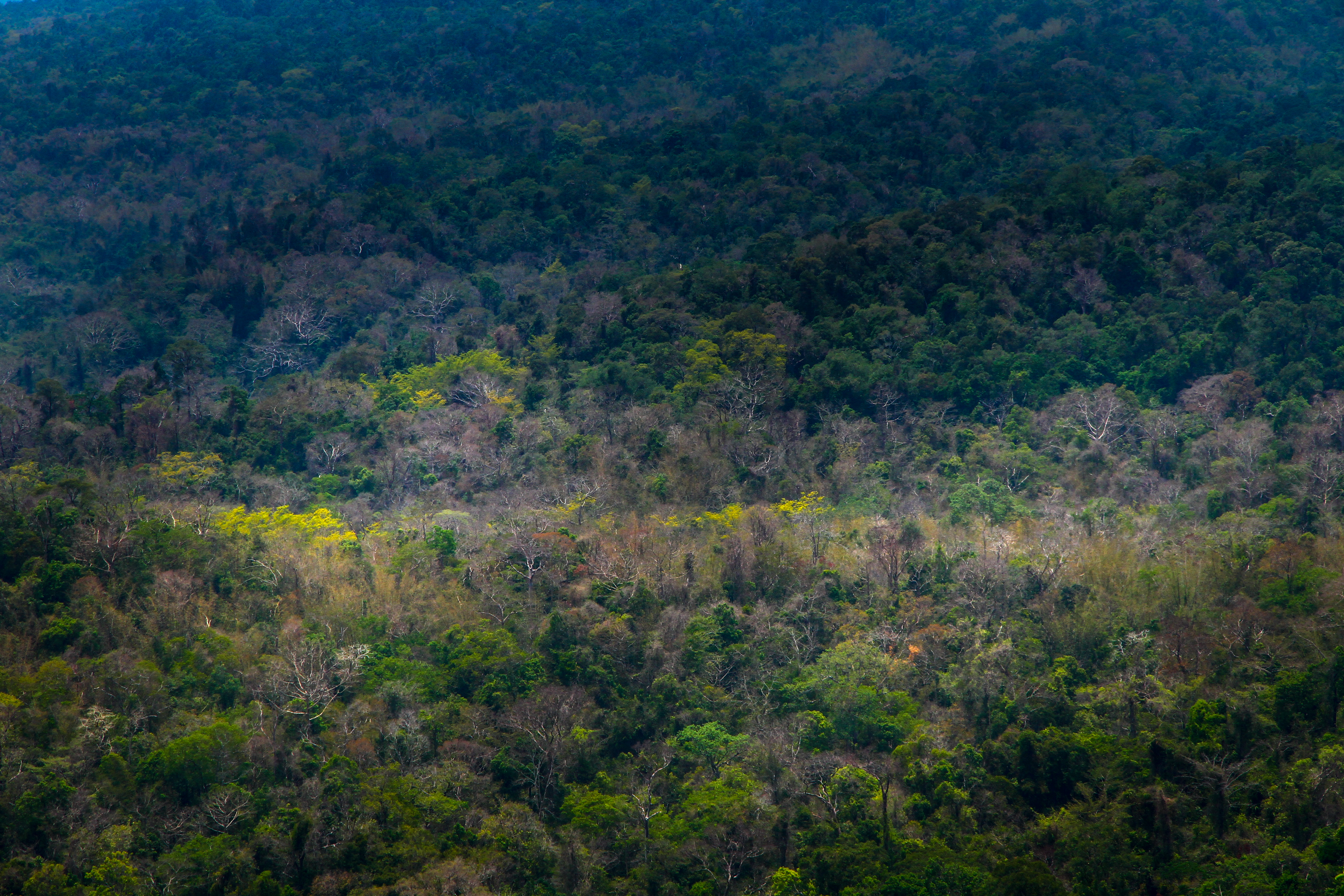

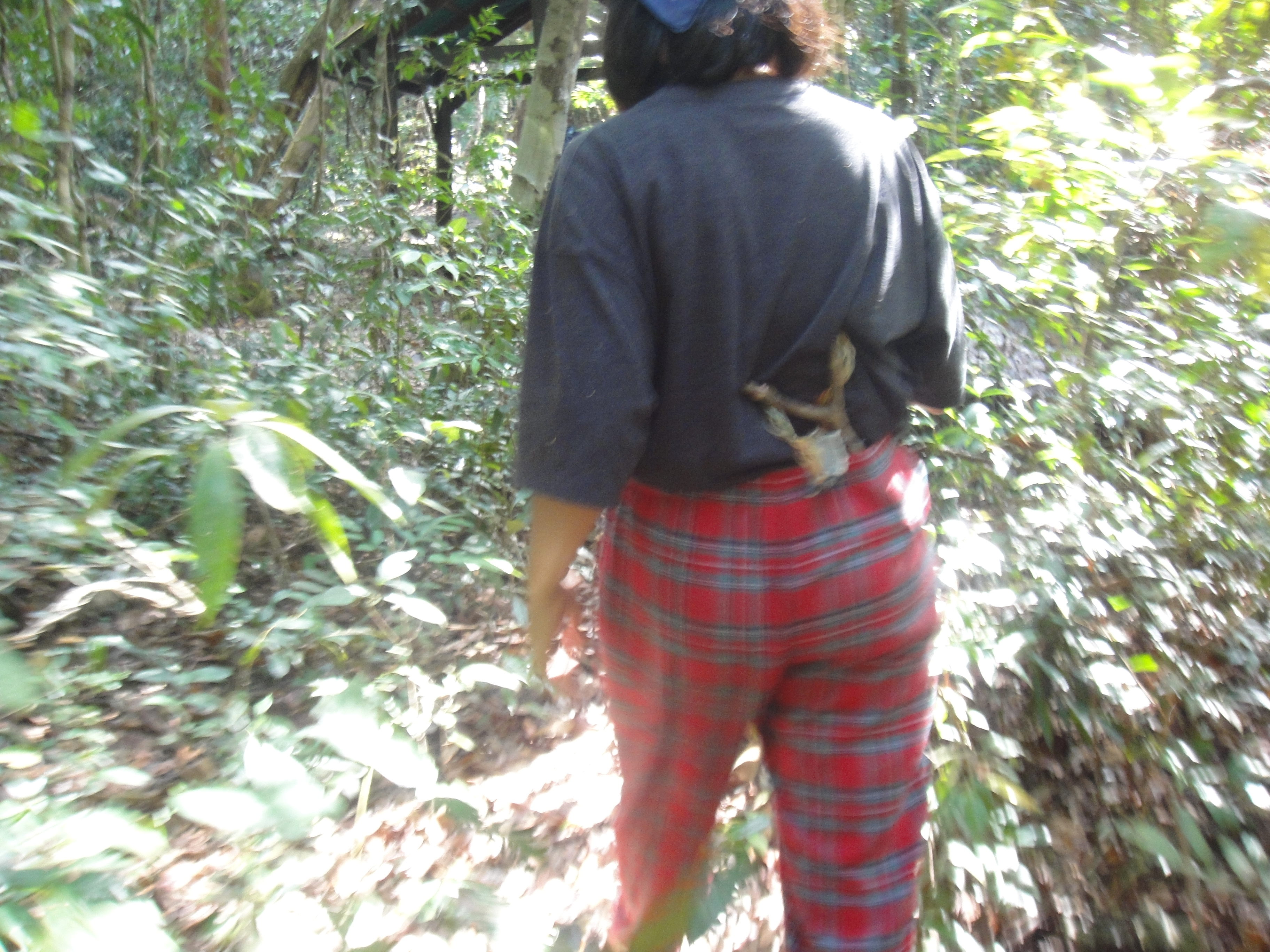

- Dans les forêts tropicales sèches de basse altitude (moins de 400 m d'altitude) poussent de très grands arbres de la famille des dipterocarpaceae dont des dipterocarpus alatus et dipterocarpus turbinatus, hopea ferrea et hopea odorata, shorea henryana et shorea roxburghii... ainsi que des arbres afzelia xylocarpa, erythrophleum succirabrum, des faux fromagers tetrameles nudiflora... et aussi des plantes ressemblant à des arbres comme les bananiers musa acuminata, les pandanus, les palmiers areca triandra et corypha lecomtei...
- Dans les forêts tropicales sèches de moyenne altitude (400 à 600 mètres) poussent des arbres de la famille des fabaceae (légumineuses) dont des afzelia xylocarpa et des pterocarpus macrocarpus... ainsi que des lagerstroemia calyculata et des pterocymbium javanicus, des anogeissus accuminata (ou terminalia phillyreifolia), des nephelium hypoleucum, des gmelina arborea... De plus il y pousse des bambous géants qui constituent parfois de véritables petites forêts ou bambouserais (les bambous couvrent près de 4 400 rais soit environ 700 ha, c'est-à-dire presque 1% de la superficie du parc national).
- Dans les forêts tropicales humides de moyenne altitude (400 à 1 000 m) se trouvent aussi des arbres géants de la famille des dipterocarpaceae dont des dipterocarpus baudii, dipterocarpus dyeri et dipterocarpus gracilis, des shorea henryana, des anisoptera costata etc., des arbres de la famille des fagaceae (légumineuses) tels les chênes à tan lithocarpus annamensis, les chênes à feuilles de myrsine ou chênes à feuilles de bambou, les castanopsis acuminatissima, les troènes ligustrum confusum... ainsi que des choerospondias axillaris, des petits arbres schima wallichii... et aussi des bambous comme des dendrocalamus longispathus etc.
- et il y a de la forêt de mousson / jungle / savane résultant essentiellement de la déforestation, avant la création du parc national en 1982, en particulier par des paysans soucieux d'obtenir de nouvelles terres à cultiver (5 700 ha soit 6,7 % du parc). Cette jungle est constituée d'herbes dont les envahissantes impérates cylindriques, de prairies et d'arbres clairsemés.

On peut aussi parfois trouver le bois de rose du Siam, qui attire les braconniers,, ainsi que le dalbergia oliveri et le bois-parfum aquilaria crassna.
Et les amateurs d'orchidées peuvent admirer la dendrobium ellipsophyllus, l'habenaria rhodocheila, la paphiopedilum concolor et bien d'autres encore.

## Galerie

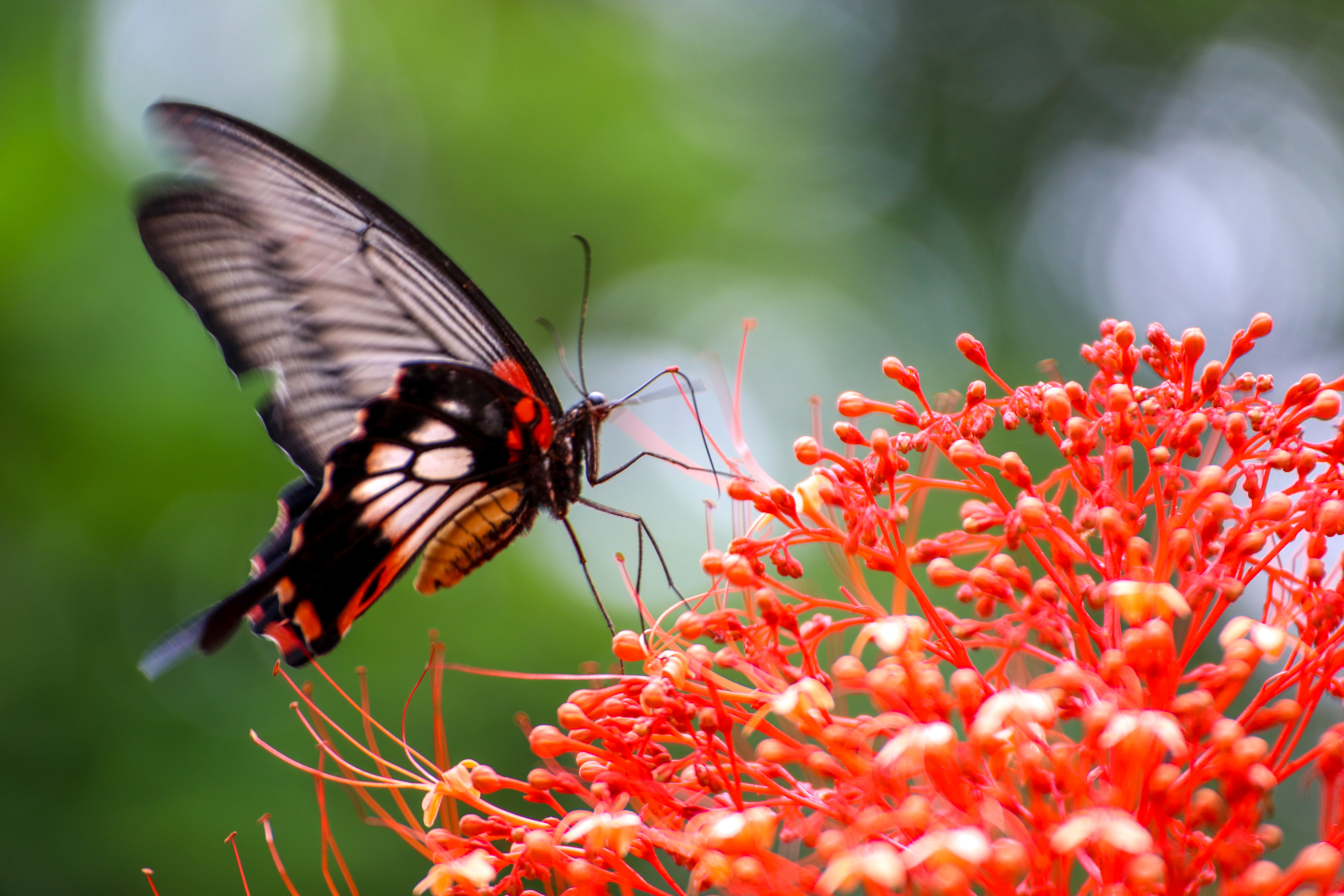
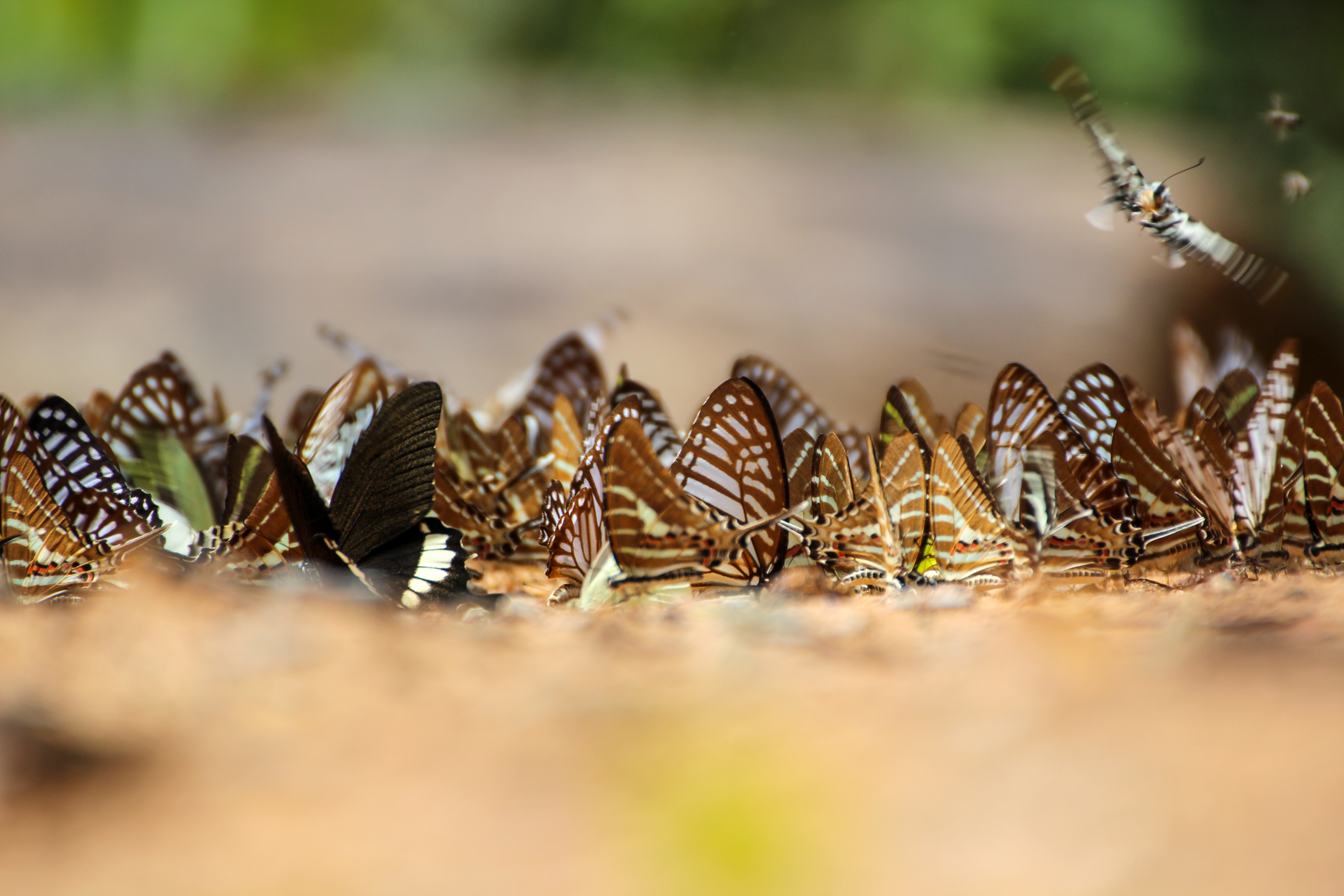
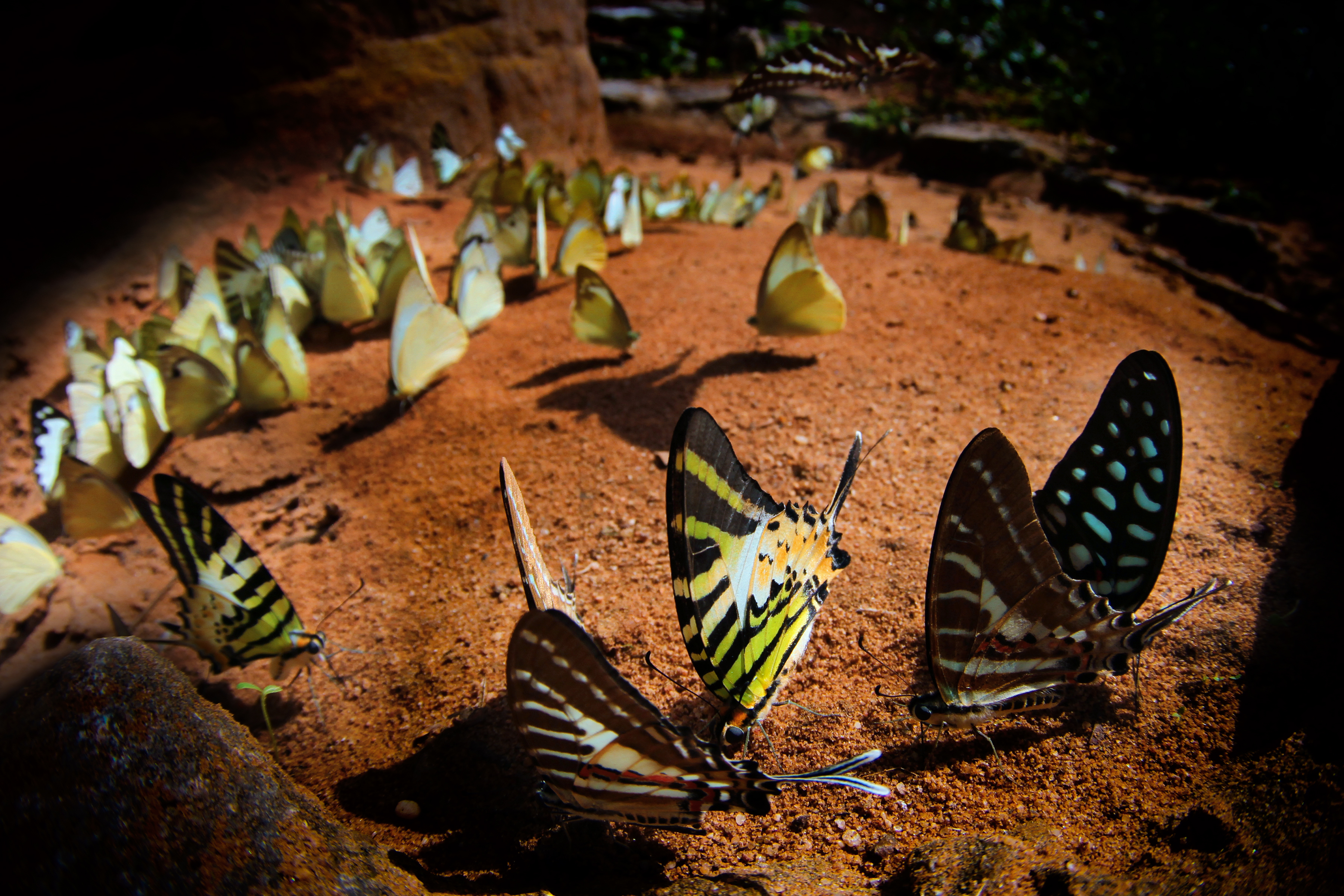
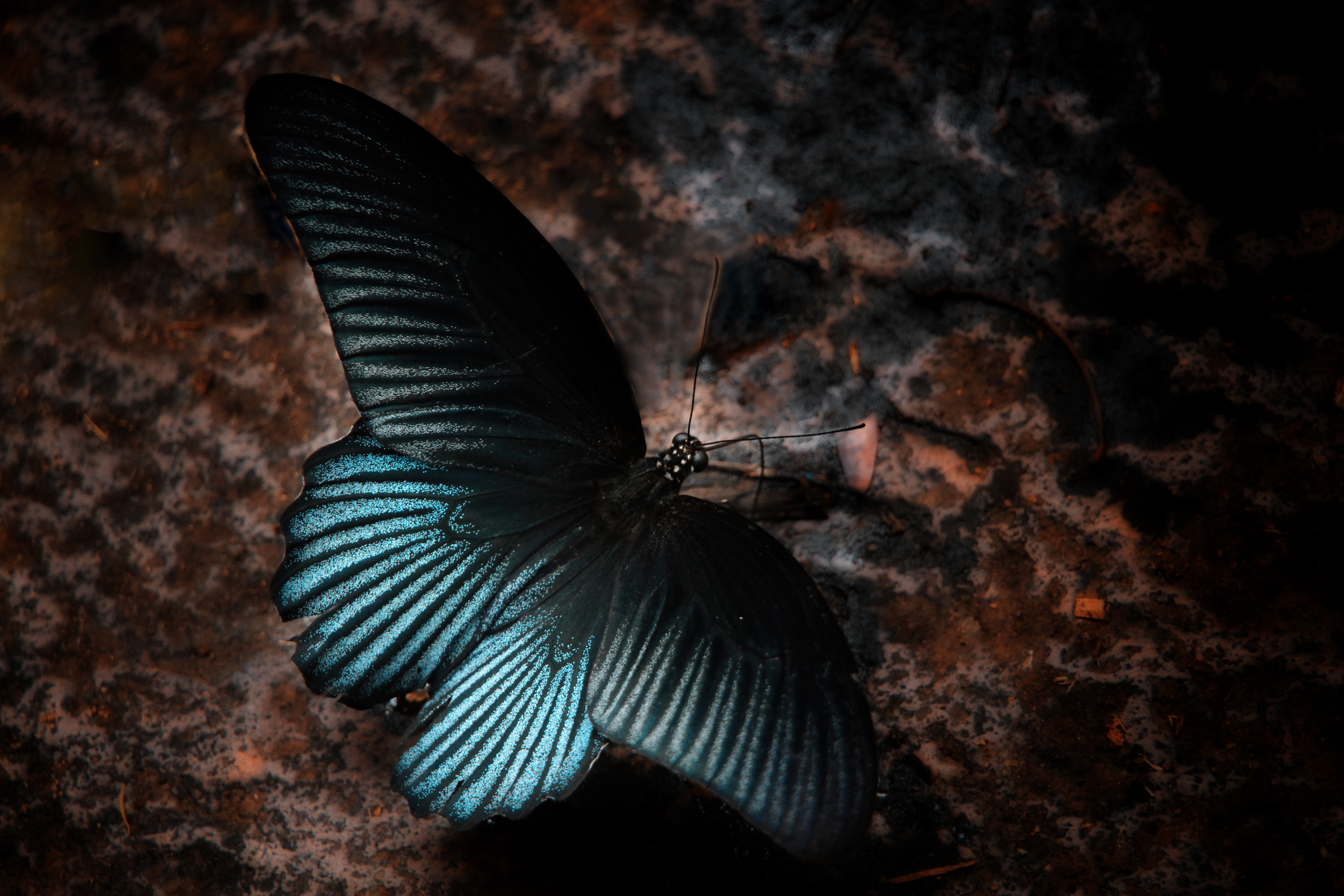
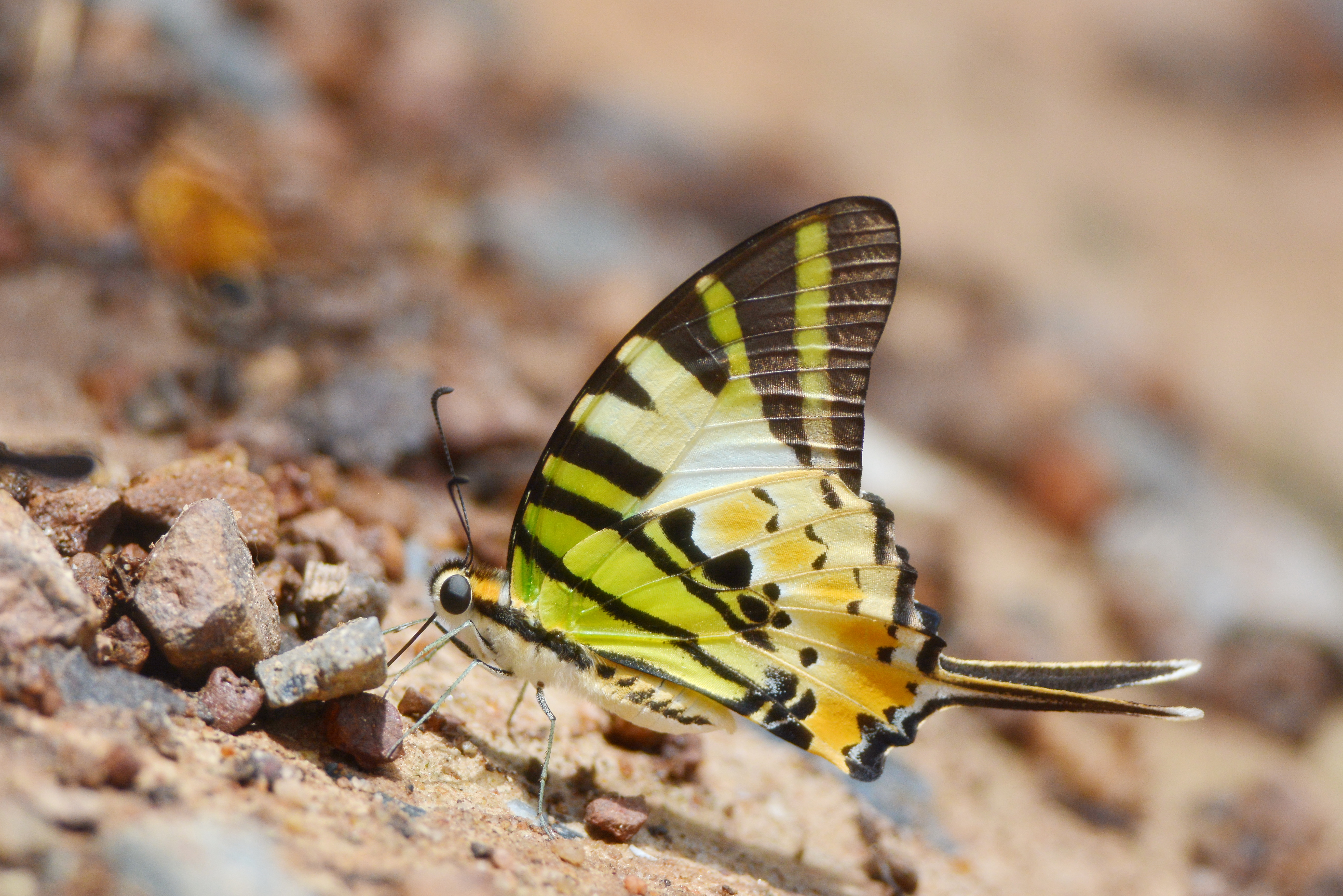
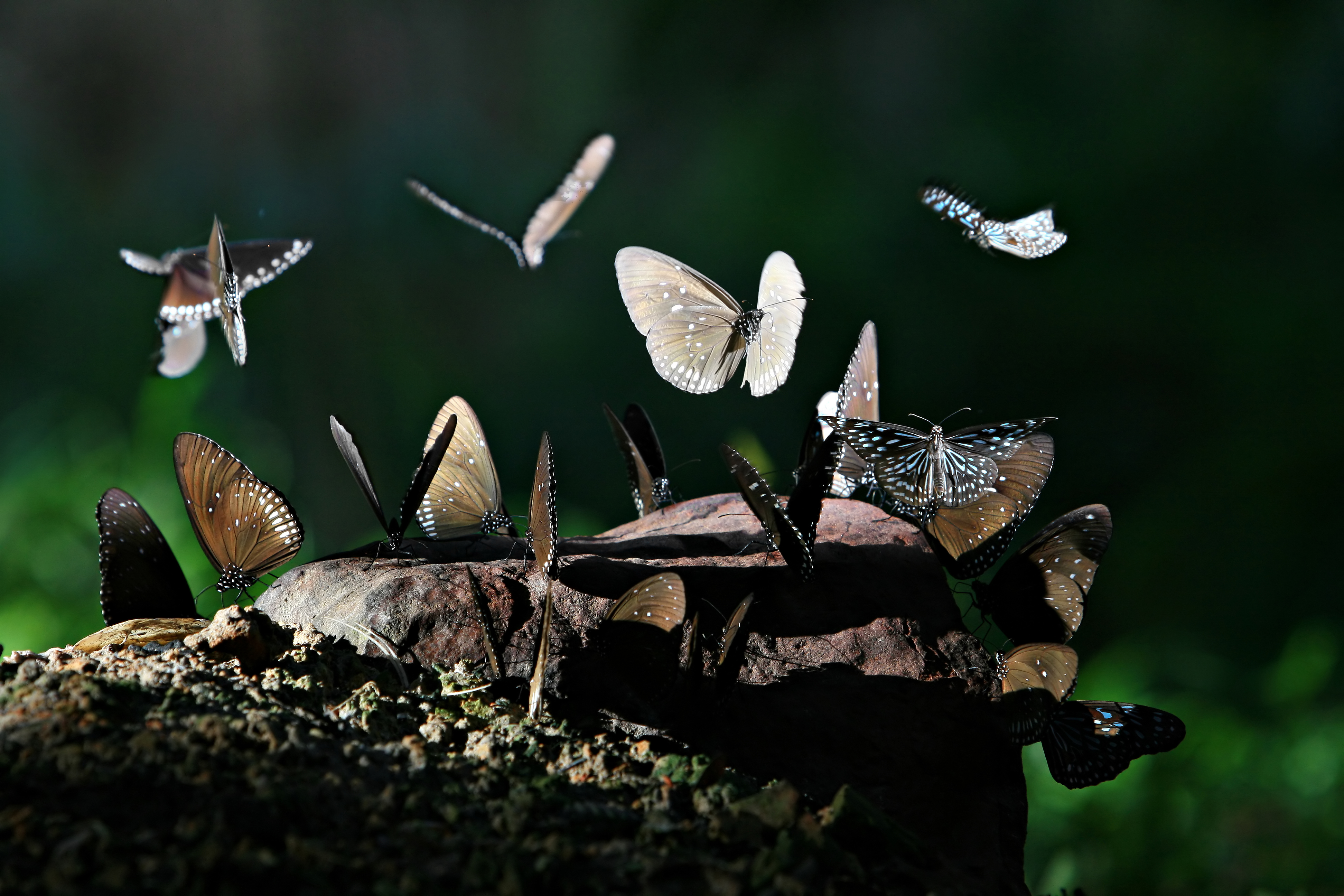
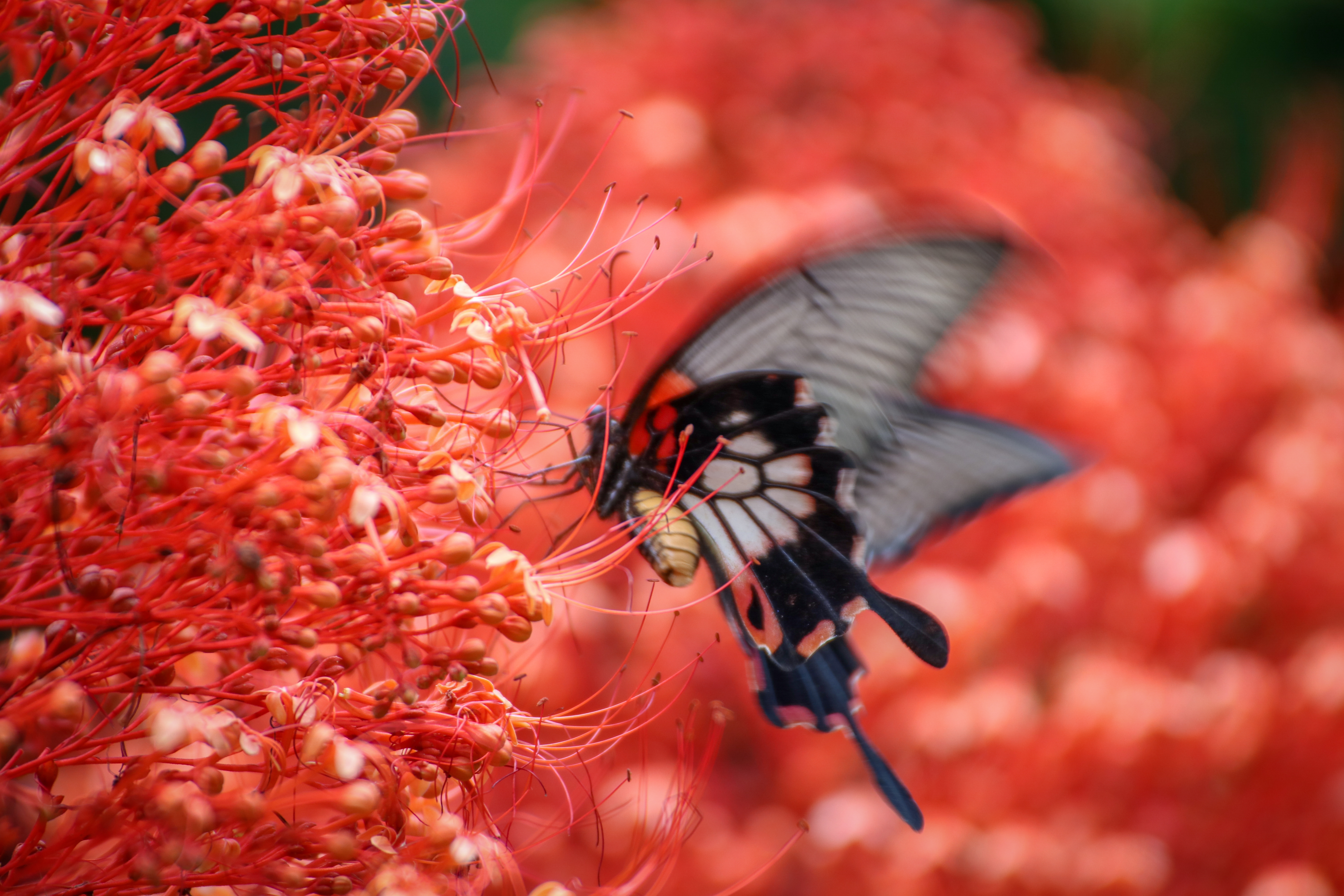